# Ян Юнвей
Ян Юнвей (кит.: 楊勇緯; піньїнь: Yáng Yǔngwěi, нар. 28 вересня 1997) — тайванський дзюдоїст, срібний призер Олімппійських ігор 2020 року, призер чемпіонатів Азії.

## Виступи на Олімпіадах
| Олімпіада  | Дисципліна | Місце |
| ---------- | ---------- | ----- |
| Токіо 2020 | до 60 кг   | 2     |